# Al zeg ik het zelf
Al zeg ik het zelf is het debuutalbum van de Nederlandse band Clean Pete.

## Opnamen
Clean Pete, een duo dat bestaat uit de tweeling Loes en René Wijnhoven, deed in 2012 mee aan de Grote Prijs van Nederland, waar ze de finale wisten te halen. Hier werden ze opgemerkt door gitarist Anne Soldaat, die in de jury zat. De band wist de finale niet op zijn naam te schrijven, maar Soldaat was zo onder de indruk, dat hij de band na afloop direct vroeg als voorprogramma voor zijn aankomende tour. Ook Ferry Roseboom, oprichter en eigenaar van Excelsior Recordings, was enthousiast over de band en het plan werd gesmeed om een volledig album op te nemen, met Soldaat als producer. Voordat het echter zover was bracht de band eerst nog de EP Er kan er maar een de beste zijn uit in eigen beheer. Op deze EP stonden vijf nummers, die de band had opgenomen met Jan Minnaard van Wolf In Loveland. Hiernaast toerde de band, in het voorprogramma van Soldaat, langs de grotere concertzalen van Nederland, in het kader van Soldaats tweede soloalbum. Tijdens deze voorprogramma's liet de band zich ook muzikaal ondersteunen door Soldaat.
Op 20 april tekende de band officieel bij Excelsior Recordings. Van 12 tot 22 juni trok het duo zich met Soldaat terug op Vlieland in recreatiegebouw De Bolder. In totaal nam het drietal 13 nummers met een mobiele geluidsstudio. Alle instrumenten werden gespeeld door de bandleden en Soldaat. Na het afronden van de opnames werden de banden opgestuurd naar Jason Falkner, die eerder werkt met onder andere Bent Van Looy, Paul McCartney en 
Beck, die de opnames in zijn studio in Los Angeles afmixte. Hierna werd de plaat in Nederland gemasterd door Darius van Helfteren. Eind december 2013 werd de plaat verspreid onder de leden van de Excelsior Supporterclub. De artwork werd verzorgd door tekenares MENAH. Het album bevatte 4 nummers (Pianissississimo, Ik ga op reis en ik neem mee, Je bent te vroeg en Wandelaar), die al eerder verschenen op Er kan er maar een de beste zijn.

## Muzikanten
- Loes Wijnhoven - akoestische gitaar, zang, overige instrumenten
- Renée Wijnhoven - cello, zang, overige instrumenten
- Anne Soldaat - elektrische gitaar, drums overige instrumenten

## Tracklist
1. Hout van jou (Wijnhoven/Wijnhoven/Soldaat)
2. Sorry als ik stoor (Wijnhoven/Wijnhoven/Soldaat)
3. Zo fijn (Wijnhoven/Wijnhoven)
4. Zie jij wat ik niet zie (Wijnhoven/Wijnhoven/Soldaat)
5. Je bent te vroeg (Wijnhoven/Wijnhoven)
6. Ik ga op reis en ik neem mee (Wijnhoven/Wijnhoven)
7. Pianissississimo (Wijnhoven/Wijnhoven)
8. Alles moet kapot (Wijnhoven/Wijnhoven)
9. Alles heb ik al (Wijnhoven/Wijnhoven)
10. Wandelaar (Wijnhoven/Wijnhoven)
11. Vind je het goed (Wijnhoven/Wijnhoven)
12. Drie wachtenden (Wijnhoven/Wijnhoven)
13. De zee (Wijnhoven/Wijnhoven)